# Cyclomia castraria
Cyclomia castraria är en fjärilsart som beskrevs av Jones 1921. Cyclomia castraria ingår i släktet Cyclomia och familjen mätare. Inga underarter finns listade i Catalogue of Life.